# Caynabo
Caynabo (Aynabo, Caynaba) és una vila de Estat de Khaatumo, que fou cap de districte al Sool des del 1984, i que el 22 de març de 2008 va passar a formar un districte de la nova regió de Saraar de la que va esdevenir la capital. La vila es troba a la carretera entre Burao i Las Anod que enllaça amb la gran carretera de Bosaso a Garowe i Mogadiscio. No hi ha referències de la seva població, però podria estar entre cinc i deu mil habitants.
Prop de Caynabo, a l'oasi de Qorya-weyn (uns 50 km a l'oest), es va establir el Diiriye Guure el 1897, després del seu fracàs a Berbera.